# Un poema en el exilio
Un poema en el exilio. El Pesebre de Pau Casals y Joan Alavedra es un documental del año 2012 dirigido por Alba Gómez Escudero, donde se muestra el nacimiento del poema El Pesebre escrito por el poeta Joan Alavedra i Segurañas, y su conversión en una de las composiciones más importantes de Pau Casals y Defilló. El oratorio El Pesebre, escrito para orquesta sinfónica y coro, está inspirado en la Navidad y la costumbre de preparar nacimientos o belenes, llamados generalmente pesebres en Cataluña, como motivo de celebración.

## Sinopsis
La película relata el nacimiento del poema El Pesebre, obra del poeta Joan Alavedra, y cómo, marcado por la experiencia del exilio, la guerra civil española y la II Guerra Mundial, Pau Casals lo convirtió en su composición más importante e himno a la paz que recorrió el mundo.
Pau Casals y Joan Alavedra y Segurañas coincidieron en el exilio forzoso después de la Guerra civil en Francia y fue en este contexto en el cual el violonchelista le propuso al escritor que escribiera un poema sobre la paz. Alavedra recurrió entonces a un texto que había empezado a escribir antes de exiliarse y que entregó a su hija María, pero que creía perdido por la rápida salida de España, cruzando los Pirineos, que tuvo que emprender con su familia al estallar la Guerra Civil. El escritor entregó el poema a su hija, que lo conservó a pesar de haberse deshecho la familia, durante la huida, de casi todo el equipaje. Al comentarle que iba a volver a redactar el poema, su hija le entregó los escritos que había guardado durante años.

## Producción
Es una coproducción entre Televisión de Cataluña, el Instituto Catalán de las Empresas Culturales, Soul Produccions, la Corporación de Cine de Puerto Rico, El Cant dels Ocells INC y el programa Ibermedia.

## Festivales
- 7.ª edición del MEMORIMAGE – Festival Internacional de Cinema documental de Reus (Cataluña – 2012)
- 4.ª edición del Festival de Cinema Europeo “Hecho en Europa” (Puerto Rico – 2013)
- 61.ª edición del Festival Pablo Casals de Prades de Conflent (Francia – 2013)
- 14.ª edición del DOCUTAH – Utah International Film Festival (USA – 2013)
- 2.ª edición del Borimix – Puerto Rico Fest a New York City (USA – 2013)
- 24.ª edición del MEDIAWAVE – International Film & Music de Monostor, Komárom (Hungría – 2014)
- 34.ª edición del Cambridge Film Festival (UK – 2014)

## Premios
- Galardonado como el Mejor documental – Ciutat de Reus en la 7.ª edición del Memorimage Festival Internacional de Cine de Reus en 2012.
- Galardonado con el Premio del público al mejor documental en la 34.ª edición del Cambridge Film Festival del Reino Unido en el 2014.[3]